# Faucheria
Faucheria faucheri
Genre
Espèce
Faucheria est un genre de crustacés isopodes qui ne comprend qu'une seule espèce (Faucheria faucheri) présente dans les milieux cavernicoles et intersticiels. Décrite initialement comme Cæcosphæroma faucheri (famille des Sphaeromatidae) par Adrien Dollfus et Armand Viré en 1900, elle a été reclassée dans une autre famille (Cirolanidae) par les auteurs en 1905.

## Description
Faucheria faucheri est un petit isopode mesurant en moyenne 3,5 mm. C'est le seul Cirolanidae ayant la capacité de volvation, c'est-à-dire de se rouler en boule pour se protéger, se reposer ou dormir.

## Biologie
Il ne nage par entre deux eaux mais se déplace au fond. Il est anophtalmique, c'est-à-dire qu'il a perdu ses yeux - comme beaucoup d'autres espèces cavernicoles strictes, au cours de l'évolution - et est indifférent à la lumière.

## Vidéographie
- Vie souterraine dans le karst[3], film documentaire de 31 min réalisé par Jean Glenat en 1972, sous la direction scientifique de C. Delamarre-Boutteville et C. Juberthie. 1er prix au Festival international de films spéléologiques d'Olomone en 1973, prix à la VIIIe Semaine internationale de cinéma scientifique et technique de Barcelone en 1975